# Complexo Penitenciário de Piraquara
Complexo Penitenciário de Piraquara é uma unidade prisional brasileira localizada no município de Piraquara, no estado do Paraná. O complexo é composto por duas unidades: a Penitenciária Estadual de Piraquara 1 (PEP 1) é de segurança máxima, com capacidade para 723 presos condenados, enquanto a Penitenciária Estadual de Piraquara 2 (PEP 2) tem 960 vagas. Juntas, somam 1 683 vagas.